# L'Ombre d'un doute
Cet article concerne le film original d'Alfred Hitchcock. Pour le remake, voir Shadow of a Doubt (téléfilm).
Ne doit pas être confondu avec L'Ombre d'un doute (émission de télévision), L'Ombre du doute (film, 1935) ou L'Ombre du doute.
Pour plus de détails, voir Fiche technique et Distribution.
L'Ombre d'un doute (Shadow of a Doubt) est un film américain en noir et blanc réalisé par Alfred Hitchcock, sorti en 1943.
Il est inscrit depuis 1991 au National Film Registry pour être conservé à la bibliothèque du Congrès des États-Unis pour tous les temps en raison de son « importance culturelle, historique ou esthétique ».

## Synopsis
Traqué, Charlie Oakley se réfugie chez sa sœur à Santa Rosa en Californie, où il retrouve sa nièce, qui porte le même prénom que lui, et qui lui voue une profonde admiration. Deux hommes le surveillent de près, semant le doute dans l'esprit de la jeune fille, qui finit par le suspecter d'être un tueur de riches veuves.

## Fiche technique
- Titre : L'Ombre d'un doute
- Titre original : Shadow of a Doubt
- Réalisation : Alfred Hitchcock

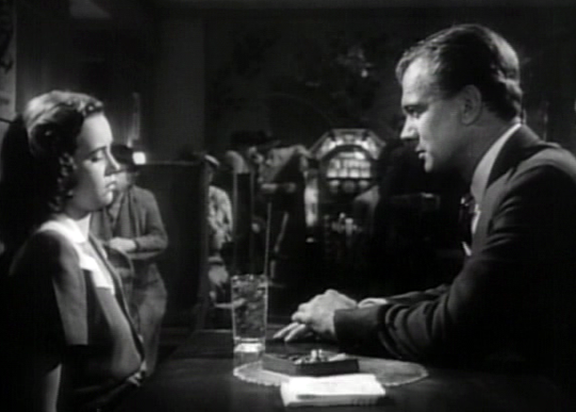
Teresa Wright et Joseph Cotten dans une scène du film.

- Scénario : Thornton Wilder, Sally Benson et Alma Reville d'après une histoire originale de Gordon McDonell
- Producteurs : Jack H. Skirball (en) et Alfred Hitchcock (non crédité)
- Photographie : Joseph Valentine
- Son : Bernard B. Brown
- Directeur artistique : John B. Goodman assisté de Robert F. Boyle et Edward Ray Robinson (en)
- Décors : Russell A. Gausman
- Costumes : Vera West et Adrian pour les costumes de Teresa Wright
- Musique : Dimitri Tiomkin
- Direction musicale : Charles Previn
- Montage : Milton Carruth
- Effets visuels : John P. Fulton
- Sociétés de production : Skirball Productions (non crédité) et Universal Pictures
- Société de distribution : Universal Pictures
- Format : noir et blanc - 1,37:1 - mono (Western Electric Recording) - 35 mm
- Pays d'origine : États-Unis
- Genre : suspense, thriller
- Langue : anglais
- Durée : 104 minutes
- Dates de sortie :
  - États-Unis : 12 janvier 1943 (première à New York)
  - États-Unis : 15 janvier 1943 (sortie nationale)
  - Belgique : 15 juin 1945
  - France : 26 septembre 1945
- Affiche : Boris Grinsson (France)

## Distribution

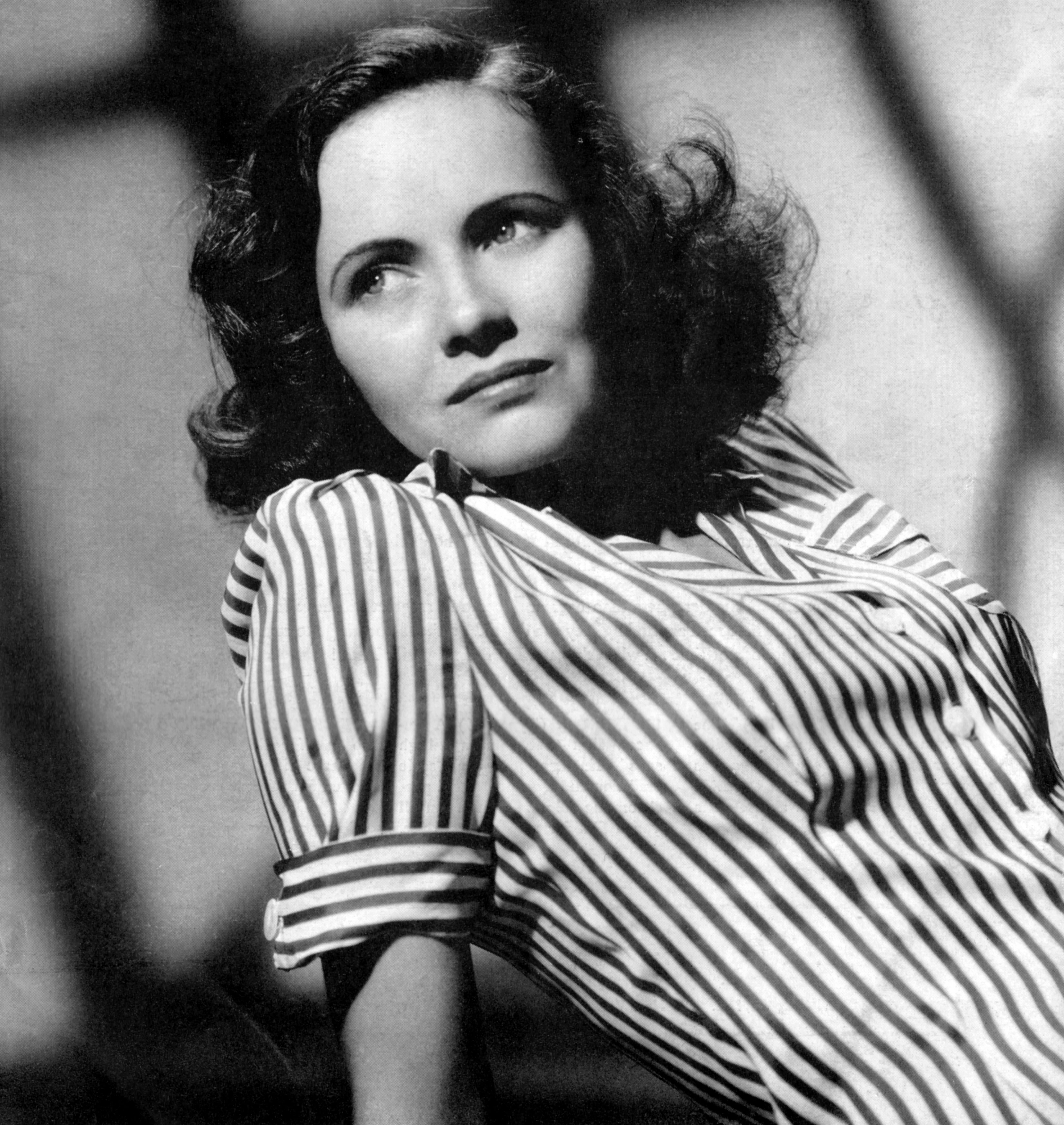
Teresa Wright.

Légende : 1er doublage (1945) ; 2e doublage (années 1980) ; 3e doublage (2012).
- Teresa Wright (VF : Catherine Lafond) : Charlotte Newton, surnommée Charlie
- Joseph Cotten (VF : François Leccia / Damien Boisseau) : Charlie Oakley, dit « oncle Charlie »
- Macdonald Carey (VF : Nicolas Marié ») : l'inspecteur Jack Graham
- Henry Travers (VF : Henri Labussière) : Joseph Newton
- Patricia Collinge (VF : Martine Sarcey) : Emma Newton
- Hume Cronyn (VF : Julien Thomast) : Herbie Hawkins
- Wallace Ford (VF : Edmond Bernard) : l'inspecteur Fred Saunders
- Edna May Wonacott (en) : Ann Newton
- Charles Bates (en) : Roger Newton
- Irving Bacon : le chef de gare
- Clarence Muse : le bagagiste du train
- Janet Shaw : Louise Finch
- Estelle Jewell : Catherine

Acteurs non crédités
- Virginia Brissac : Mme Phillips
- Frances Carson (VF : Jeanine Freson) : Mme Potter
- Earle S. Dewey : M. Norton, l'agent de la circulation
- Sarah Edwards (VF : Francette Vernillat) : l'épouse du docteur dans le train
- Edward Fielding : le docteur dans le train
- Vaughan Glaser : Dr Phillips
- Ruth Lee (en) : Mme MacCurdy
- Eily Malyon : Mme Cochran, la bibliothécaire
- Shirley Mills : Shirley
- Constance Purdy (en) : Mme Martin, la logeuse de l'oncle Charlie
- Isabel Randolph (en) : Mme Green
- Grandon Rhodes : le révérend MacCurdy
- Edwin Stanley : M. Green, le directeur de la banque
- Minerva Urecal (en) : Mme Henderson, la receveuse des postes
- Alfred Hitchcock : un homme jouant aux cartes dans le train

 Source et légende : version française (VF) sur RS Doublage

## Autour du film
- Alfred Hitchcock voulait que William Powell joue l'oncle Charlie, mais la MGM refusa de prêter l'acteur pour ce film. Le rôle est alors allé à Joseph Cotten. Pour la jeune Charlie, il aurait voulu Joan Fontaine ou Olivia de Havilland mais elles n'étaient pas disponibles.
- Le film est basé sur une histoire originale inspirée par le parcours du tueur en série américain Earle Nelson.
- Universal a produit un remake en 1958, Step Down to Terror (en), réalisé par Harry Keller.
- Caméo : Alfred Hitchcock apparaît à la 16e minute, dans le train pour Santa Rosa, de dos, jouant aux cartes.

## Récompenses et nominations
- 1991 : National Film Preservation Board, USA (National Film Registry)
- Gordon McDonell a été nommé à l'Oscar de la meilleure histoire originale en 1944.

## Commentaires
- À propos de Charlie Oakley, l'oncle meurtrier, Hitchcock a déclaré :

« C'est un assassin idéaliste. Il fait partie de ces tueurs qui sentent en eux une mission de destruction. Peut-être les veuves méritaient-elles ce qui leur est arrivé, mais ça n'était pas son boulot de le faire. Un jugement moral est porté dans le film, n'est-ce pas, puisque Cotten est détruit à la fin, même accidentellement, par sa nièce ? Cela revient à dire que tous les méchants ne sont pas noirs et que tous les héros ne sont pas blancs. Il y a des gris partout. L'oncle Charlie aimait beaucoup sa nièce mais toutefois pas autant qu'elle l'aimait. Mais elle a dû le détruire car n'oublions pas qu'Oscar Wilde a dit : « On tue ce que l'on aime. » »
Citation d'Hitchcock dans Le Cinéma selon Hitchcock, de François Truffaut, Robert Laffont, 1966
- Une scène revient plusieurs fois, parfois en surimpression : des dames mûres en robe du soir dansent sur l'air de la valse Heure exquise (de La Veuve joyeuse) avec des hommes en habit.
- Hitchcock avait pour habitude de dire que L'Ombre d'un doute était, parmi tous ses films, son préféré[4].